# Queratòlisi foveolar
La queratòlisi foveolar (també coneguda com a queratòlisi picada o queratòlisi solcada) és una infecció cutània no contagiosa  que pot ser causada per un calçat tancat i una suor excessiva dels peus. La infecció es caracteritza per petits cràters a la superfície de les plantes i dits dels peus, especialment en les zones de suport del pes. El tractament consisteix en l'aplicació d'antibiòtics tòpics. La queratòlisi foveolar és causada per bacteris, que prosperen en aquests entorns.
Aquest trastorn és bastant comú, especialment en els soldats quan es fan servir sabates/botes mullades durant llargs períodes sense treure-les ni rentar/assecar els peus. No cal biòpsia cutània pel diagnòstic de la queratòlisi foveolar, ja que es fa mitjançant l'examen visual i el reconeixement de l'olor característica. Els resultats de l'examen de la llum de Wood són incongruents.

## Microbiologia
La causa més comuna de la queratòlisi és l'espècie Corynebacterium.

## Tractament
El tractament consisteix bàsicament en antibiòtics tòpics. Les opcions efectives inclouen clindamicina (Dalacín© tópico), eritromicina (Loderm© gel), mupirocina (Bactroban©, Plasimine©, Mupirocina©) i àcid fusídic (Fucidine©, Ácido fusídico). L'antibiòtic tòpic s'aplica a les àrees afectades dues vegades al dia, fins a la resolució. El peròxid de benzoïl (Peroxiben©, Benzac©, Tactuoben©) és una alternativa eficaç, que es pot aplicar sol o a més de la teràpia amb antibiòtics.
La higiene dels forats és important. Els peus s'han de rentar almenys diàriament amb aigua i sabó, i després ben assecats. Cal usar mitjons absorbents, com el cotó. Les sabates amb puntera oberta poden ajudar amb la ventilació i mantenir els peus secs. La toxina botulínica pot ser útil en reduir la hiperhidrosi. El clorur hexahidratat d'alumini tòpic, aplicat a la nit, pot disminuir la sudoració excessiva i pot millorar la resposta al tractament de la queratòlisi.
La queratòlisi pot reduir-se i, finalment, aturar-se aplicant regularment antitranspirant en pols a l'interior de les sabates i mitjons del pacient. L'aplicació regular en pols reduirà considerablement la transpiració del peu i mantindrà la superfície plantar del peu seca, per tant, crearà un ambient hostil al Corynebacterium.